# Algirdas Kamarauskas
Algirdas Kamarauskas (* 1962) ist ein litauischer Manager und Politiker, seit Juni 2023 Vizebürgermeister der Stadtgemeinde Klaipėda.

## Leben
Nach dem Abitur  an der  Mittelschule Klaipėda  absolvierte er von 1979 bis 1983 das Studium  Ingenieurwesen an der Technischen Universität in Kaunas und wurde Ingenieur. Von Februar 1982 bis Oktober 1984 arbeitete er beim Radiowerk Kaunas (Kauno radijo gamykla), von Oktober 1984 bis Mai 1991 als Konstruktionsingenieur beim Wissenschaftlichen Produktionsverband für industrielle Fischereiausrüstung (Pramoninės žūklės technikos mokslinis gamybinis susivienijimas),  von Mai 1991 bis September 1993 als Elektroingenieur im Hafen Klaipėda, von Oktober 1993 bis Mai 1997 Leiter der technischen Abteilung der Staatlichen Seehafenbehörde Klaipėda. 
Von Mai 1997 bis September 1999 war er geschäftsführender Direktor bei AB Vakarų laivų remontas  (Western shipyard) und von November 1999 bis Dezember 1999 beim Verband der litauischen Stauerei-Unternehmen. Von November 1999 bis September 2009 und von November 2013 bis November 2015 war er Direktor für Infrastruktur der  Staatlichen Seehafenbehörde Klaipėda, von Mai 2010 bis November 2013 Direktor für Entwicklung bei Malkų įlankos terminalas, von November 2015 bis Juli 2019 Direktor für Infrastruktur bei Klasco und von September 2020 bis Oktober 2023 Leiter von Projektmanagement (Design Koordination) bei Depenbrock Ingenieurwasserbau GmbH & Co. KG.  
Seit Juni 2023 ist er Stellvertreter  von Arvydas Vaitkus, des Bürgermeisters von Klaipėda. 